# Frontiera între regiunea transnistreană și Ucraina
     Transnistria
     Republica Moldova

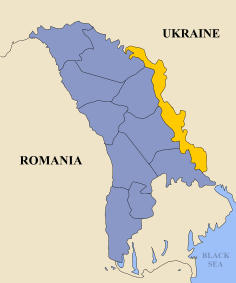
Transnistria
Republica Moldova

Frontiera între Transnistria și Ucraina este un segment central al frontierei de stat între Republica Moldova și Ucraina, care este controlat de autoritățile separatiste ale autoproclamatei Republici Moldovenești Nistrene. 
Din sectorul de frontieră de 939 km care separă Republica Moldova de Ucraina, un segment de 405 km este controlat de autoritățile transnistrene. 

## Caracteristici
Frontiera româno-sovietică a fost fixată în iunie 1940 de către o comisie sovieto-română constituită ca urmare a cedării de către România a Basarabiei și nordului Bucovinei către URSS în urma ultimatumului sovietic. Această frontieră separa regiunile istorice ale Moldovei occidentale și Moldovei orientale (cunoscută ca și Basarabia). 
În august 1940, a avut loc delimitarea frontierelor dintre RSS Moldovenească și RSS Ucraineană (ambele republici sovietice din cadrul URSS). În 1991, odată cu destrămarea URSS, au fost formate noile state Ucraina și Republica Moldova, care au preluat granițele fostelor republici sovietice.
Pe 2 septembrie 1990, în zona moldovenească aflată în stânga Nistrului, a fost autoproclamată "Republica Sovietică Socialistă Moldovenească Transnistreană" (RSSMT), care și-a proclamat unilateral independența la 25 august 1991 sub numele de "Republica Moldovenească Nistreană". 
La 27 august 1991, Parlamentul Republicii Moldova a adoptat Declarația de Independență a Republicii Moldova, al cărei teritoriu cuprindea și raioanele din stânga Nistrului. În anul 1992 a avut loc un conflict militar între autoritățile moldovene și forțele separatiste rebele, care au fost sprijinite de trupele sovietice de ocupație.
Prin Constituția Republicii Moldova din anul 1994, localitățile din stânga Nistrului au fost cuprinse într-o unitate autonomă, denumită Unitățile Administrativ-Teritoriale din Stînga Nistrului. La 22 iulie 2005, Parlamentul de la Chișinău a adoptat  "Legea cu privire la prevederile de bază ale statutului juridic al localităților din stânga Nistrului", care prevedea că Transnistria se va constitui intr-o unitate teritorială autonomă (UTA) specială, în componența Republicii Moldova, statut asemănător cu cel al Găgăuziei. Cu toate acestea, diferendul transnistrean nu a fost încă rezolvat, iar autoritățile separatiste au instituit frontiere atât cu Republica Moldova, cât și cu Ucraina, pe care le controlează prin intermediul unor autorități instituite fără respectarea Constituției Republicii Moldova.
Segmentul central al frontierei de stat între Republica Moldova și Ucraina controlat de autoritățile separatiste ale autoproclamatei Republici Moldovenești Nistrene are o lungime de 405 km (pe partea cu Ucraina). Din punctul de vedere al comunității internaționale, care nu recunoaște Republica Moldovenească Nistreană, acest segment este o parte a frontierei moldo-ucrainene.
Frontiera între Transnistria și Ucraina pornește din dreptul satului Nimereuca (raionul Soroca) și urmează un traseu spre sud-est până în apropiere de satul Purcari (raionul Ștefan Vodă). Segmentul de frontieră controlat de separatiști este aproape paralel cu Nistrul, aflându-se la doar câțiva kilometri vest de acesta.